# Neonsplash

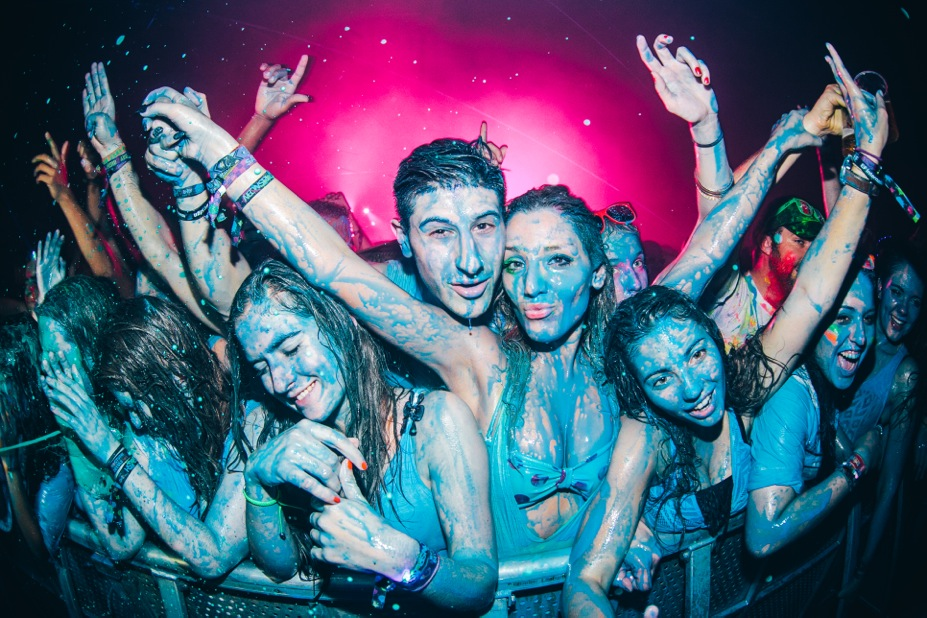
Neonsplash-Veranstaltung in Brüssel

Neonsplash – Paint-Party ist eine Party-Tourveranstaltung, die in Europa seit 2011 aktiv ist. Bei Großevents mit elektronischer Tanzmusik wird dabei das Publikum mit fluoreszierender Farbe beworfen. Die Idee ähnelt dem Konzept des Holi Festival of Colours.

## Geschichte und Konzept
Die Veranstaltungsreihe wurde 2011 von Florian Eckelmann, Siamak Ghofrani, Matthew Mockridge und David Zimek (Unternehmenssitz in Köln) gegründet. Zielgruppe der Veranstaltungen sind Menschen im Alter zwischen 18 und 25 Jahren. Bei den Veranstaltungen treten neben DJs aus der Elektro- und Houseszene wie z. B. Martin Garrix, DVBBS, Oliver Heldens, Don Diablo, Thomas Gold oder Sidney Samson, Performancekünstler und Akrobaten auf. Außerdem werden Spezialeffekte wie Laser, CO2, Pyrotechnik und Konfetti eingesetzt. Die Veranstaltungsgäste sind dabei in weiß gekleidet. Auf der Bühne wird ein Countdown angezeigt, der bei Ablauf der Zeit, den Einsatz der fluoreszierenden Nassfarbe freigibt. Dabei kommen sowohl Farbkanonen zum Einsatz, welche in den Arenen platziert sind, als auch mit Farbe gefüllte Flaschen, welche an die Gäste verteilt werden. Die dabei verwendete fluoreszierende Farbe ist auf Wasserbasis, ungiftig und abwaschbar.
Die Veranstaltungen fanden an 60 Standorten in Deutschland, Holland, der Schweiz, Spanien (Ibiza) und Belgien statt. 2015 wurde das Veranstaltungskonzept an den belgischen Veranstalter ST Live veräußert.